# Євангеліє від Луки

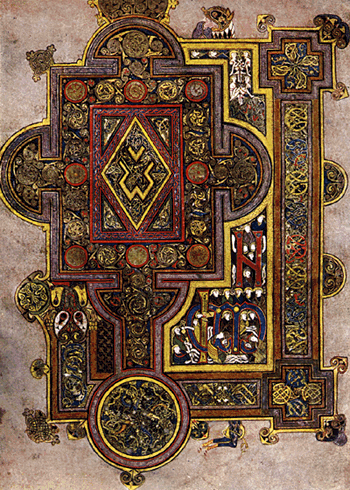
Початкова ілюстрація з Євангелія від Луки в Келлській книзі, написаній ірландськими ченцями бл. 800 року

Єванге́ліє від Луки́ (дав.-гр. εὐαγγέλιον κατὰ Λουκᾶν) — традиційно вважається третьою книгою Нового Завіту, авторство котрого приписується Святому Луці. Книга розповідає про життя Ісуса від його народження до вознесіння. З часів середньовіччя Євангеліє від Луки поділяється на 24 глави. Оскільки Євангелія від Луки, Матвія і Марка мають багато спільних рис і подібностей у своїх текстах, які можна подати у вигляді «синопсису», ці три Євангелія називають синоптичними Євангеліями.
Побутова давньогрецька (койне) або давньогрецька характеризує автора Євангелія від Луки як автора з елліністичною освітою, про що свідчить і піднесена мова, і свідоме засвоєння традицій античної історіографії. Він мав виразні знання єврейських традицій, можливо, автор належав до кола богомольців, які гуртувалися як симпатики навколо діаспорної синагоги, не навертаючись у віру Мойсея, або ж був євреєм-християнином. 
Лука писав Євангеліє у 60-ті роки після Різдва Христового в місті Кесарії та був за професією лікарем, пізніше теж був супутником апостола Павла. Лука інколи описує такі деталі життя Ісуса, які не зустрічаються в інших Євангеліях.

## Зміст
Євангеліє від Луки має подібну до Марка структуру, за винятком того, що містить додатковий вступний розділ — про народження і таємне життя Івана Хрестителя та Ісуса (Лк. 1,5–2,52). Наступними розділами роботи є наступні:
- Пролог Лк. 1,1–4

A) Об'явлення пасхальної таємниці та основи діяльності Ісуса — Лк. 1,4–9,50
- Ісус та Іван Хреститель, Благовіщення, народження, 12-річний Ісус у храмі, родовід Ісуса, підготовка його діяльності Лк. 1,4–4,44
- Діяльність Ісуса в Галілеї Лк. 4:14–9:50.

B) Подорож Ісуса до Єрусалиму для звершення пасхального таїнства Лк. 9,51–19,27.
- Обіцянка Царства Божого Лк. 9,51–13,21.
- Вказівка про умови приналежності до Царства Божого Лк. 13,22–17,10.
- Царство Боже присутнє серед віруючих Лк. 17,11–19,27.

C) В Єрусалимі пристрасть і воскресіння Лк. 22,1–24,52.
- В'їзд в Єрусалим, передбачення руйнування міста, вигнання купців з Храму і навчання в ньому, полеміка з юдеями, есхатологічна промова Лк. 19,28–21,38.
- Шлях Ісуса до хреста, тобто змова книжників, зрада Юди, Таємна вечеря, суд над Ісусом, зречення Петра.
- Воскресіння Лк. 24,1–53.

## Мета
Численні деталі в Євангелії від Луки свідчать про те, що його автор писав для потреб християнської громади, яка складалася з боговірних, котрі нещодавно навернулися з язичництва. Згадані деталі включають присвяту в пролозі Луки й Діянь Апостолів з грецьким ім'ям Теофіл, прагнення пов'язати історію Ісуса й апостолів з традицією греко-римської літератури, виключення з джерела виразно єврейських елементів або матеріалу, заміну єврейських титулів грецькими (наприклад, «епістат» замість «рабин») і опущення семітських слів, які були незрозумілі грекомовній аудиторії.
І в пролозі до Євангелія від Луки, і в пролозі до Діянь Апостолів маємо пряму присвяту «августійшому Теофілу». Однак ця відданість не є критично визначеною. Оригінальний грецький текст спочатку був написаний віршами, тобто без пробілів, розділових знаків тощо. Це означає, що ми можемо читати оригінал «KRATISTETHEOPHILE» і як «августійший Феофіл» (KRATISTE THEOPHILE, як це зробив св. Єронім, і всі переклади пішли за ним), і як «августійший друг Божий» (KRATISTE THEO PHILE), що ще більше підтверджує універсальність присвяти Луки з двох розділі — він писав до кожного, хто бажає бути другом Божим.

## Джерело
У пролозі до Євангелія зазначено, що його автор спирався на інші Євангелія, а також на відомості, почуті від «очевидців» і «служителів слова». На противагу цьому, вчені на основі внутрішнього аналізу євангельського тексту дійшли висновку, що Лука спирався в основному на три джерела: Євангеліє від Марка, передбачуване грецьке джерело, яке зазвичай називають Q, і унікальне джерело, яке часто називають власним матеріалом Луки, який міг бути як письмовим, так і усним. Загалом з 1149 віршів Євангелія від Луки 320 взято з Євангелія від Марка, а 830 — з двох інших джерел, з яких близько 250 — з Q-джерела, а решта — 580 — з власного джерела Луки.
З Євангелія від Марка автор Євангелія від Луки взяв шість блоків матеріалу, зберігши його первісний порядок, і домішав до нього матеріал з джерела Q і свій власний матеріал. Значну кількість епізодів він вилучив з «Марка», а деякі переробив. Ніколи не копіюючи сліпо матеріал, він часто редагував текст Марка, виправляючи його грецьку мову як стилістично, так і лінгвістично.
Вчені дискутують про те, чи пов'язані деякі уривки з власного матеріалу Луки з матеріалом Євангелія від Івана (наприклад, про помазання ніг Ісуса жінкою, уривок про Лазаря, Марфу і Марію, про появу Ісуса в Єрусалимі після воскресіння та інші). 

## Стилістика і мова
Луці приписують високу освіченість серед інших євангелістів. Його стиль письма вирізняється великою красою та витонченістю койнеського грецького діалекту. Багатство його словникового запасу конкурує з такими античними письменниками як Діоскорид, Полібій та Йосип Флавій. Автор третього Євангелія найкраще обізнаний з фаховою термінологією юриспруденції, політики чи адміністрування. Коли Лука базує свій текст на джерелі євангеліста Марка, він іноді виправляє термінологію Марка, коли вона неточна в даному контексті. Він єдиний із синоптиків вживає термін Сотер, сотерія (спаситель, визволитель). Дослідження тексту Луки показує, що майже 90% його лексики (в тому числі й тієї, що зустрічається тільки в його творі) зустрічається в Септуагінті й особливо в історичних текстах Старого Завіту. Його риторика і композиційна будова відрізняється від греко-латинської риторики; звідси той факт, що в його Євангелії ми знаходимо більше семітизмів, а то й цілих фраз і єврейських термінів, ніж в інших євангелістів. Звідси деякі вчені роблять висновок, що Лука був євреєм з діаспори, добре освіченим в грецькій культурі. Інші вважають, що деякі частини тексту Євангелія від Луки були написані на івриті або арамейською мовою, а потім були перекладені ним на грецьку мову і включені ним в Євангеліє.

## Євангеліє від Луки та Маркіяна
У науковій дискусії, яка по нині триває, Маркіон (дав.-гр. Μαρκίων, Markíōn), як кажуть, зібрав запас циркулюючих християнських текстів і об'єднав їх разом, щоб сформувати Маркіонітську Біблію, що, як перший біблійний канон містила десять Послань Павла, а також очищене Євангеліє від Луки, в так званому «Маркіонітському Євангелії». За змістом вона дуже близька до пізнішого Євангелія від Луки, але не містить посилань на Старий Завіт. До луканської частини Євангелія Маркіяна нічого не додавалося. Євангеліє Маркіяна починалося з Лк. 4:31. Серед найбільш важливих упущень можна виділити наступні: 
- Відсутній весь перший розділ Євангелія від Луки: зокрема передмова, де прямо вказано, що це переробок, і розповідь про народження Хрестителя, Благовіщення, а також Магніфікат (Лк. 1:46–55) і Бенедикт (Лк. 1:68–79).
- Відсутній весь другий розділ з розповіддю про народження і дитинство Ісуса (Лк. 1:26, Лк. 2:1).
- У третьому розділі відсутнє запрошення до повстання Хрестителя та родовід Ісуса (Лк. 3:1, Лк. 4:13, Лк. 3:23).
- Різні речення в проміжних розділах, які стосуються Ізраїлю та Старого Заповіту, відсутні.
- Відсутня майже вся остання глава 24.

Серед сучасних дослідників існує припущення, що Маркіон був першим, хто склав або отримав «Євангеліє». Такі вчені, як Маттіас Клінгхардт і Маркус Вінзент, далі постулюють, що канонічні Євангелія були створені в наслідування Євангелія, отриманого Маркіоном (Клінгхардт), або розроблені на основі створеного Маркіоном Євангелія (Вінзент). Таким чином, «Євангеліє від Маркіона» містило деякі праці, що були написані після Павла і Луки.
Таким чином, «Євангеліє від Маркіяна» включало деякі твори після Павла та Євангелія від Луки: Послання до Галатів, 1-е Послання до Коринтян, 2-е Послання до Коринтян, Послання до Римлян, 1-е Послання до Солунян, 2-е Послання до Солунян, Послання до Колосян, Послання до Филип'ян, Послання до Филимона і, звичайно, доканонічне Євангеліє від Луки. 

## Переклад
Переклад Євангелії українською мовою здійснювався не раз, отож внизу наводяться спроба відтворити повний перелік у хронологічній послідовності. 
| Рік  | Переклад            | Приклад | Ланк   |
| ---- | ------------------- | --- | ------ |
| -    | Койне               | «...?!...» | [ 2 ]  |
| 1860 | П. Морачевський     | «Коли вже многі почали складати оповідання про добре звістні нам події, Як переказали нам ті, що від початку були самовидцями і слугами Слова; То спало на думку й мені, довідавшись пильно про все з початку, списати поряду тобі, високоповажний Θеофиле, Щоб ти дізнав певність тих слов, яким тебе навчено.»                                                                   | [ 3 ]  |
| 1903 | П. Куліш і І. Пулія | «Яко ж бо многі заходились споряджувати повість про добре знані нам речі, як передали нам ті, що з почину були самовидцями й слугами слова; то здалось і менї гаразд, довідавшись од почину про все пильно, поряду тобі написати, високоповажний Теофиле, щоб знав певноту того, чого тебе навчено.»                                                                               | [ 4 ]  |
| 1937 | І. Огієнко          | «Через те, що багато-хто брались складати оповість про справи, які стались між нами, як нам ті розповіли, хто спочатку були самовидцями й слугами Слова, тому й я, все від першої хвилі докладно розвідавши, забажав описати за порядком для тебе, високодостойний Теофіле, щоб пізнав ти істоту науки, якої навчився.»                                                            | [ 5 ]  |
| 1963 | І. Хоменко          | «Тому, що багато хто брався скласти оповідання про речі, які сталися між нами, як то нам передали ті, що були від початку наочними свідками й слугами Слова, вирішив і я, вивідавши про все докладно від початків, тобі написати за порядком, високодостойний Теофіле, щоб ти знав стійкість науки, яку ти прийняв.»                                                               | [ 6 ]  |
| 2004 | Філарет             | «Оскільки багато хто почав складати оповіді про добре відомі нам речі, як передали нам ті, що від самого початку були очевидцями і служителями Слова , то спало на думку й мені, старанно дослідивши все від початку, по порядку описати тобі, високодостойний Феофиле, щоб ти пізнав тверду основу того вчення, в якому був наставлений.»                                         | [ 7 ]  |
| 1997 | Р. Турконяка        | «Оскільки багато хто брався складати розповіді про події, що відбулися в нас, і як нам передали їх ті, які з самого початку були очевидцями й служителями Слова, то задумав і я, дослідивши пильно все від початку, написати за порядком тобі, високоповажний Теофіле, щоб ти переконався в достовірності науки, якої навчився.»                                                   | [ 8 ]  |
| 2014 | Новий світ          | «Багато хто намагався описати події, які, ми впевнені, є повністю достовірними. Про них нам розповіли ті, що від початку були очевидцями всього і служили, проголошуючи цю новину. Тож і я, докладно дослідивши усе від самого початку, постановив по порядку написати тобі про це, високошановний Теофı́ле, щоб ти міг переконатися в правдивості всього, чого тебе навчили усно.» | [ 9 ]  |
| 2020 | Ю. Попченка         | «О скільки багато хто брався складати розповідь про добре відомі серед нас події, як передали нам ті, що від початку були очевидцями й служителями Слова, то вирішив і я, ретельно дослідивши все від початку, по порядку описати тобі, вельмишановний Феофіле, щоб ти взнав достовірність слів, у яких був наставлений.»                                                          | [ 10 ] |

### Німецькою
- Markus Vinzent: Die Auferstehung Christi im frühen Christentum. Herder, Freiburg 2014.
- Ulrich Schmid: Marcion und sein Apostolos: Rekonstruktion und historische Einordnung der marcionitischen Paulusbriefausgabe. Arbeiten zur neutestamentlichen Textforschung, Band 25, De Gruyter, Berlin 1995; ISBN 978-3-11-014695-0
- Matthias Klinghardt: Das älteste Evangelium und die Entstehung der kanonischen Evangelien. Untersuchung – Rekonstruktion – Übersetzung – Varianten. 2 Bände. Francke, Tübingen 2015.
- Bernd Kollmann:. 1. Auflage. Kohlhammer, Stuttgart 2014, ISBN 3-17-021235-4.

### Польською
- J.B. Tyson, Marcion and Luke-Acts: A Defining Struggle, The University of South Carolina Press.
- J. Szlaga, Wstęp ogólny do Pisma Świętego, Pallotinum, Poznań – Warszawa 1986. ISBN 83-7014-036-X.
- J. Kudasiewicz, Ewangelie synoptyczne dzisiaj, Warszawa 1986, ISBN 83-7006-098-6.